# Damiano Cesari
Damiano Cesari (Roma, 20 dicembre 1973) è un ex calciatore italiano, di ruolo difensore.

## Caratteristiche tecniche
Difensore centrale con compiti prevalentemente di marcatura, era abile nel gioco aereo.

## Carriera
Dopo gli esordi nella Pro Calcio, formazione minore romana, passa al Piacenza che lo impiega nella Primavera allenata da Giancarlo Cella. A partire dal 1992 è stato ceduto in prestito nelle serie minori, alla Pro Vasto e al Carpi, disputando due stagioni da titolare.
Nel 1994 ha fatto ritorno al Piacenza, dove ha disputato 12 partite come riserva di Polonia, Maccoppi e Rossini, contribuendo alla vittoria nel campionato di Serie B. A fine stagione, tuttavia, non è stato riconfermato, passando alla Pro Sesto, in Serie C1.
Dopo un'altra stagione in terza serie, al Montevarchi, è tornato a militare in Serie B con il Castel di Sangro. Nella sua prima stagione ha disputato 26 partite realizzando il suo primo gol tra i cadetti, senza evitare la retrocessione degli abruzzesi. Successivamente è rimasto per altre due stagioni, in Serie C1, prima di passare al Siena nel 2000. Con i bianconeri ha disputato il suo terzo ed ultimo campionato di Serie B, andando a segno nella vittoria sul campo del Piacenza che lo aveva cresciuto.
Nel 2001 è tornato definitivamente in Serie C1, con la maglia del Cesena: ha disputato due stagioni particolarmente prolifiche dal punto di vista realizzativo (9 reti totali), mancando tuttavia la promozione in Serie B. Nella seconda stagione, insieme ad altri cinque compagni di squadra, è stato denunciato per un'aggressione alle forze dell'ordine al termine della partita dei playoff persa contro il Pisa.
In seguito ha militato tra i professionisti con le maglie di Ravenna, Reggiana (rimanendovi pochi mesi) e Valenzana. Nel 2006, in scadenza di contratto, è sceso in Serie D, con la maglia dell'Alessandria, di cui ha indossato anche la fascia di capitano. Sempre in Serie D, ha militato nel Derthona, nel campionato 2007-2008. Dopo una breve parentesi al Castellazzo, nel novembre 2008 ha fatto ritorno al Derthona, militando poi ancora tra i dilettanti con Acqui, Cairese, Sassello, ancora Cairese, Varazze e Pietra Ligure. Nel dicembre 2015 ha firmato per l'Albenga, in Promozione ligure, contribuendo con 15 presenze e 2 gol alla promozione in Eccellenza.
Svincolatosi nel dicembre 2016, è passato al Legino, in Promozione ligure. Dopo una stagione e mezza, si è trasferito per un anno alla Speranza, società ligure in Prima Categoria.
In tutta la carriera ha disputato tre stagioni in Serie B con le maglie di Piacenza, Castel di Sangro e Siena totalizzando 66 presenze e 2 reti nella serie cadetta.

## Palmarès

### Club

#### Competizioni nazionali
- Campionato italiano di Serie B: 1

Piacenza: 1994-1995